# Ballada a fegyverkovács fiáról / Snuki
A Ballada a fegyverkovács fiáról / Snuki az Omega kislemeze 1970-ből. Utóbbi (instrumentális) dal nem került fel az Az Omega összes kislemeze 1967–1971 1992-es válogatásalbumra, csak a Kiabálj, énekelj! ritkaságválogatásra került fel 2011-ben. A dalnak készült szöveges változata is, Vigyázz, vigyázz rám címmel, amely szintén csak a Kiabálj, énekelj! ritkaságválogatásra került fel. Angol változata az Omega Red Star from Hungary albumra került fel Wake Up! címmel. Az A-oldalon található dal a zenekar egyik slágere, amely később a zenekar több válogatásalbumára is felkerült, illetve az Éjszakai országút című 1970-es nagylemez 2003-ban megjelent, bővített kiadásának egyik bónuszdala.

## Megjelenések
- 1970 SP
- 1984 Legendás kislemezek LP (A)
- 1992 Az Omega összes kislemeze 1967–1971 CD (A)
- 2003 Éjszakai országút CD – bónuszdalok (A)
- 2011 Kiabálj, énekelj! CD (B)

## Dalok
A: Ballada a fegyverkovács fiáról (Presser Gábor – Adamis Anna)
B: Snuki (Molnár György, Presser Gábor)

## Az együttes tagjai
- Benkő László – zongora, vokál
- Kóbor János – ének
- Laux József – dob, ütőhangszerek
- Mihály Tamás – basszusgitár, vokál
- Molnár György – gitár
- Presser Gábor – orgona, vokál